# Kärntens friluftsmuseum Maria Saal
Kärntens friluftsmuseum Maria Saal (Kärntner Freilichtmuseum Maria Saal) i Maria Saal i det österrikiska förbundslandet Kärnten ger en överblick över lantlig byggnads- och boendekultur i olika delar av Kärnten. På en yta av fyra hektar står ett fyrtiotal byggnader som bildar sex gårdsenheter av olika typer och från olika regioner samt ett ”industriområde” med kvarnar, kolmila och annat.
En filial till friluftsmuseet är möbelmuseet i den före detta prästgården av Maria Saal.
Museet invigdes 1972 men uppbyggnaden började redan 1951 när en på 1930-talet inköpt gård flyttades till Klagenfurt. På 1960-talet köptes området i Maria Saal. 

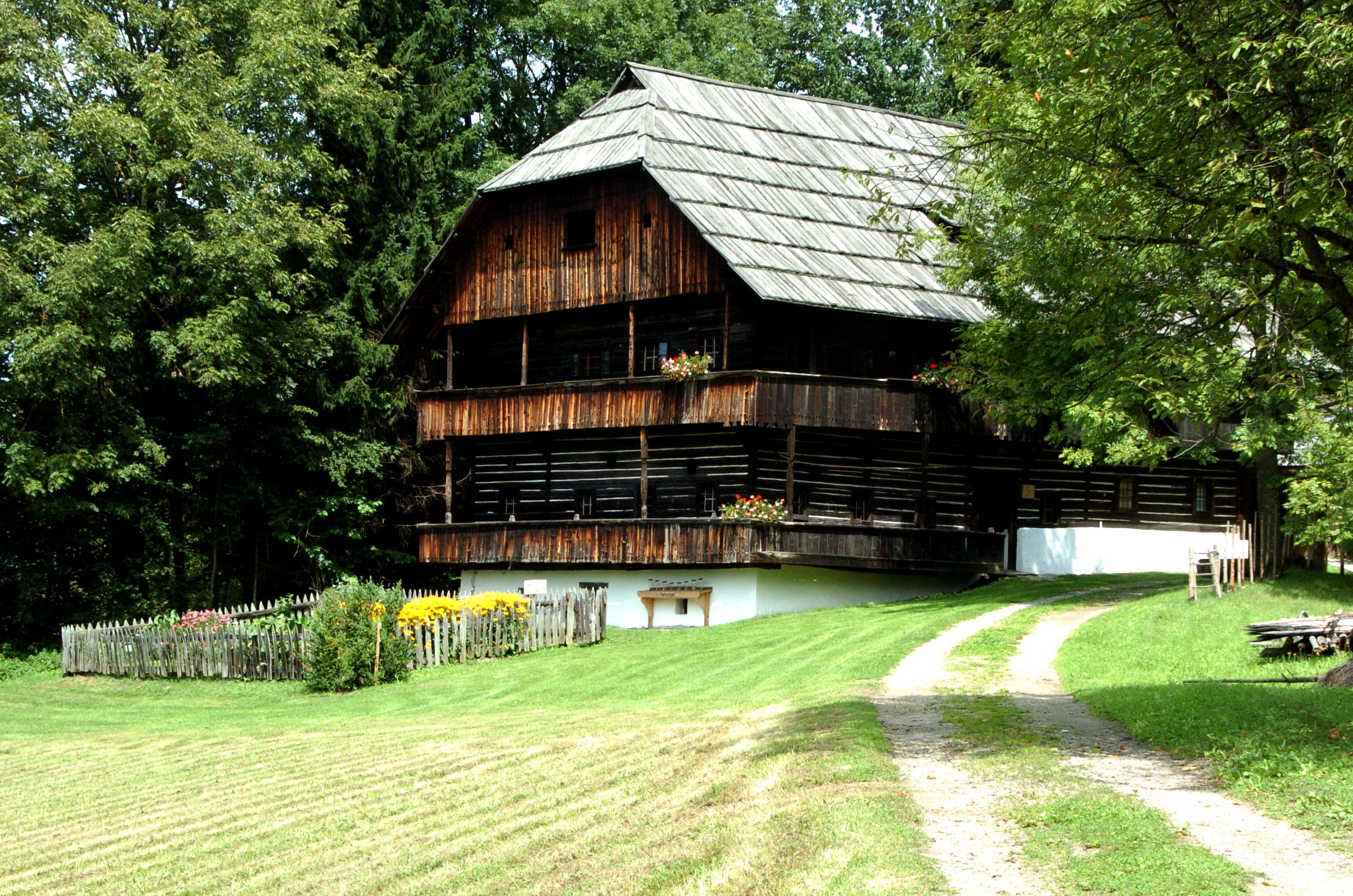
Gård från Gmesau
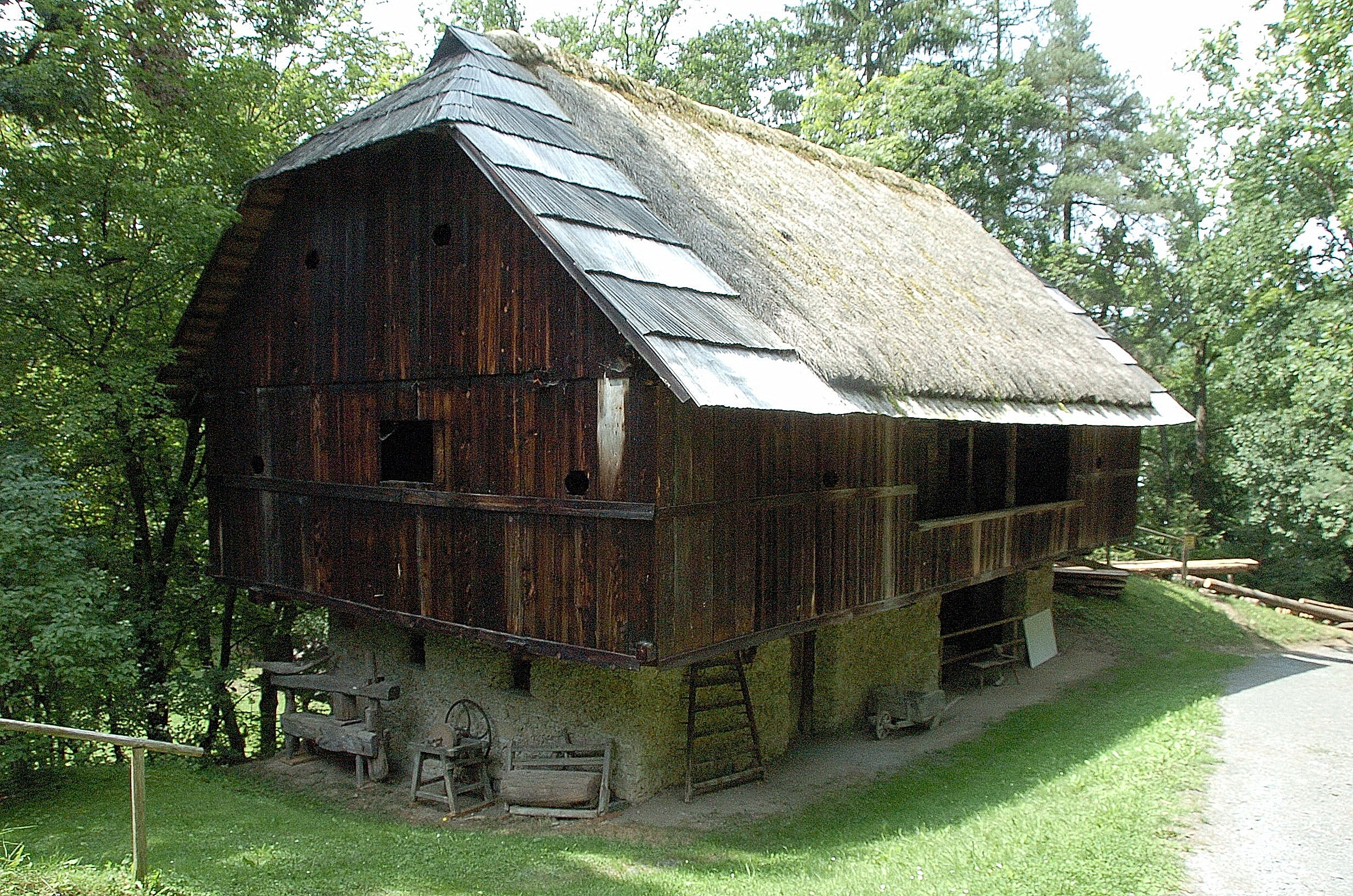
Lada från Jaundalen
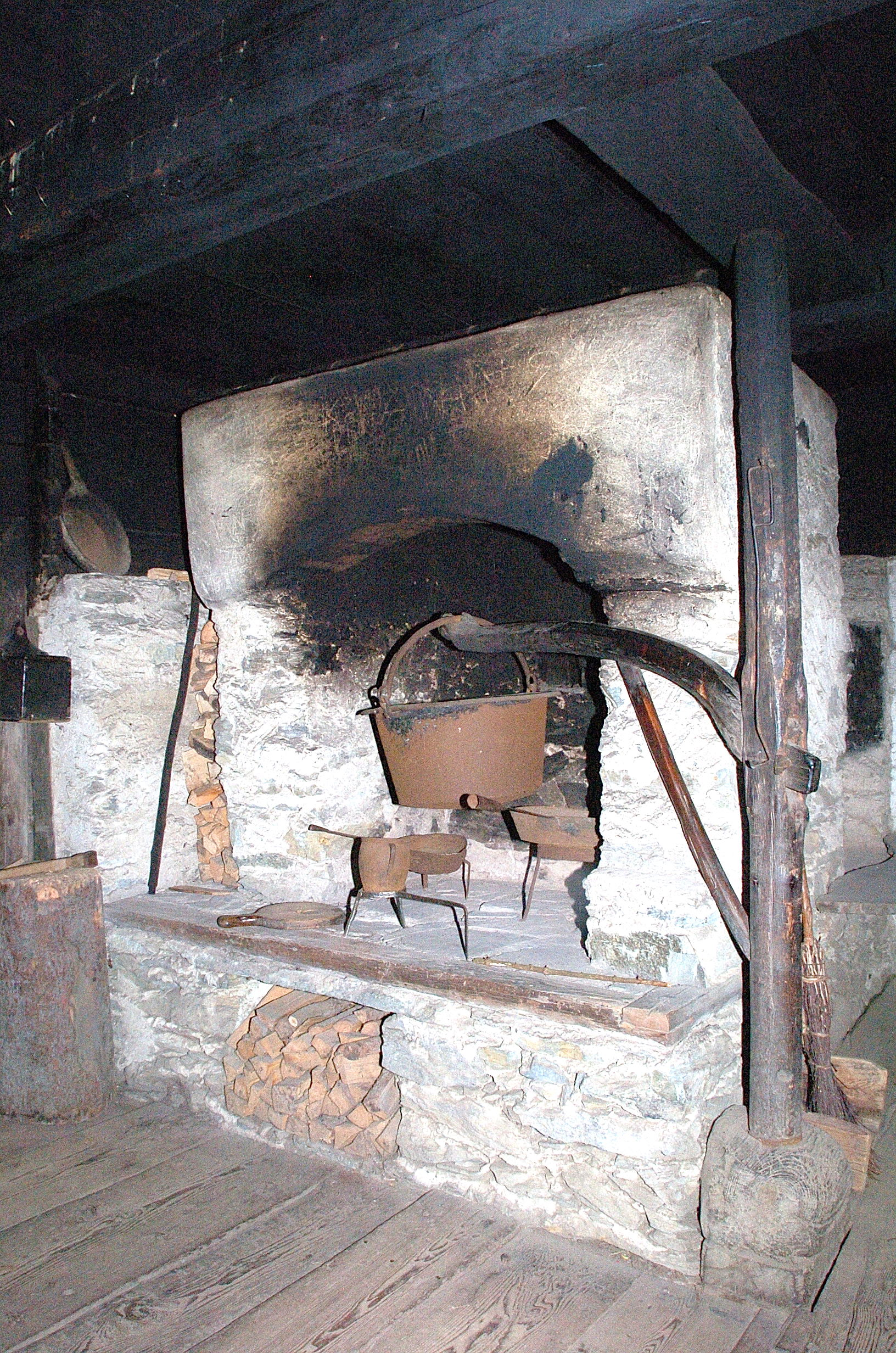
Eldstad
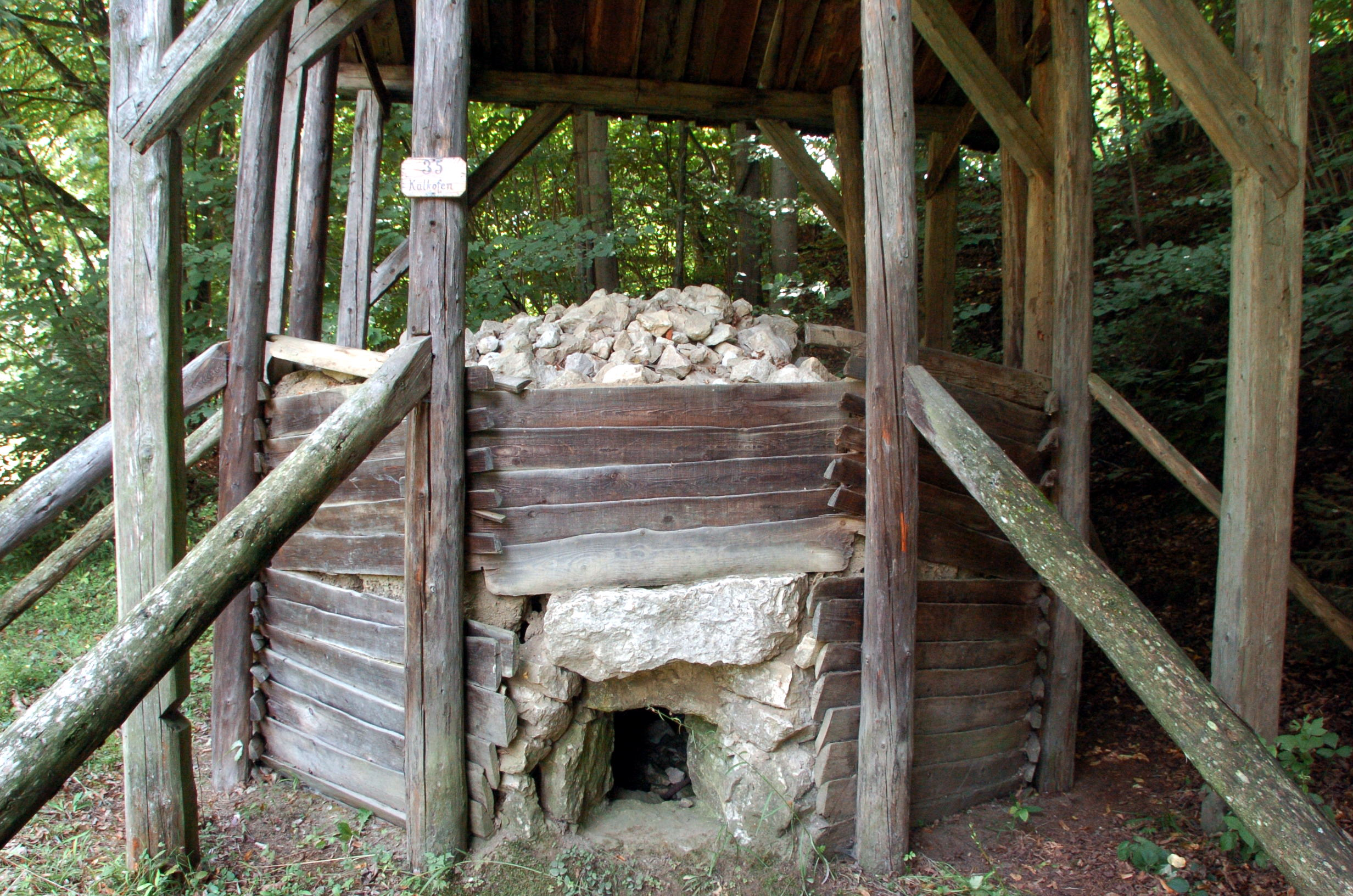
Kalkugn